# Euproctis limonea
Euproctis limonea is een vlinder uit de familie spinneruilen (Erebidae), onderfamilie donsvlinders (Lymantriinae). De wetenschappelijke naam van deze soort is voor het eerst geldig gepubliceerd in 1882 door Butler.
De soort komt voor in tropisch Afrika.